# Jayuya
 (août 2024).
Si vous disposez d'ouvrages ou d'articles de référence ou si vous connaissez des sites web de qualité traitant du thème abordé ici, merci de compléter l'article en donnant les références utiles à sa vérifiabilité et en les liant à la section « Notes et références ».
Jayuya est une municipalité sur l'ile de Porto Rico (Code International : PR.JY) qui couvre une superficie de 104 km2 et regroupe 14 779 habitants en 2020.

## Géographie

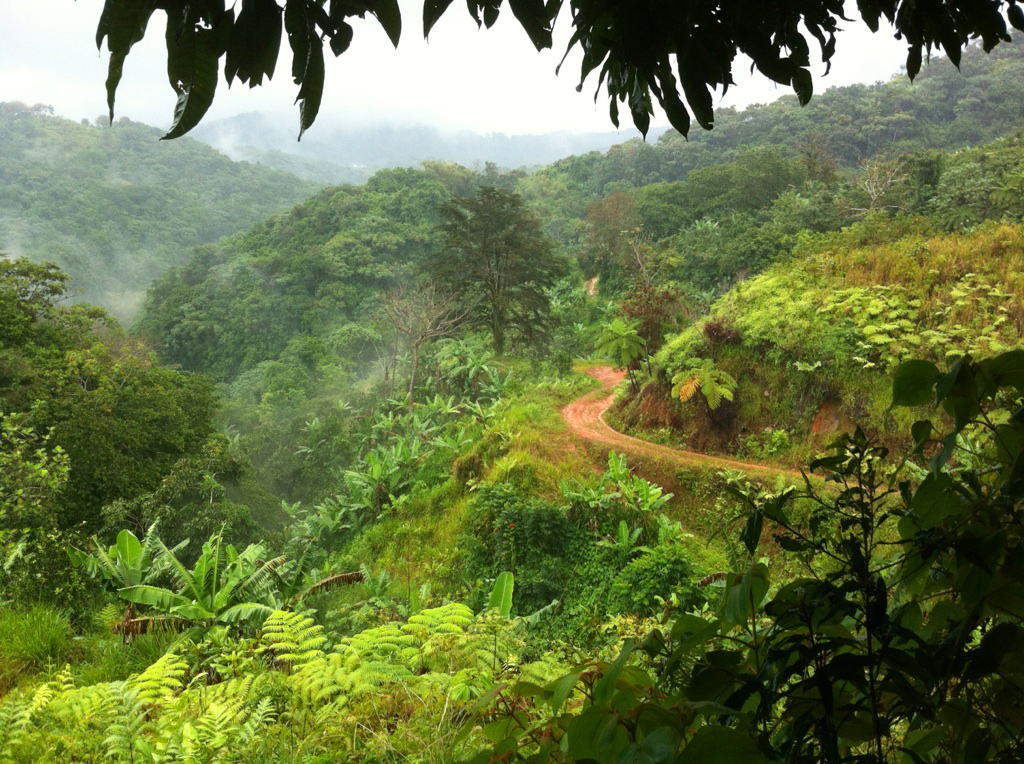
Jayuya, une municipalité de montagne tropicale

Le territoire de la commune accueille les cinq plus hauts sommets de la cordillère Centrale : le cerro de Punta (1 338 mètres), le mont Jayuya (1 296 mètres), le cerro Rosa (1 263 mètres), le Piedra Blanca (1 232 mètres) et le cerro Maravilla (1 207 mètres).